# Umani (Warcraft)

Un umano e un orco tratti dal filmato introduttivo di Mists of Pandaria

Gli umani (humans) sono una razza dell'universo di Warcraft creato da Blizzard Entertainment. Introdotti già nel primo prodotto della serie di Warcraft, Warcraft: Orcs & Humans, sono rimasti una presenza costante in tutto il materiale della serie, e in World of Warcraft sono una delle razze giocabili per la fazione dell'Alleanza. In modo analogo agli umani di altre saghe, sono fortemente basati sulla specie umana reale.

## Storia

### Origini
La razza degli umani ha origine all'interno del popolo dei vrykul, nativo del continente di Nordania. Circa 15.000 anni prima degli eventi di World of Warcraft, alcune donne vrykul cominciarono a partorire figli giudicati "deboli e brutti", nonché di dimensioni più piccole del normale, a causa della Maledizione della Carne. Il re dei vrykul Ymiron ordinò che tutti questi bambini venissero uccisi, ma alcuni dei genitori li nascosero invece portandoli lontano da Nordania, così che potessero crescere sicuri.
Essi, ai tempi ancora primitivi, furono toccati relativamente poco dalla Guerra degli Antichi: la maggioranza si ritirò dalle zone attaccate dai demoni, mentre gruppi di umani in pericolo vennero salvati dall'intervento della semidea Aviana.

### La nascita di Arathor e i Sette Regni
Quei bambini sopravvissero così lontani dalla loro terra natale, diventando col tempo gli umani e formando diverse tribù in guerra fra loro. Sotto la costante minaccia dei troll Amani, la tribù degli Arathi riuscì a riunire tutte le altre sotto la sua bandiera, sconfiggendole prima in guerra e offrendo poi loro la pace, formando così il regno di Arathor e costruendo la capitale, Strom, negli Altopiani d'Arathi. Il re di Arathor si chiamava Thoradin.
Thoradin venne contattato dagli alti elfi di Quel'Thalas, che rischiavano di essere soverchiati dalle forze dei troll, per un'alleanza: Thoradin accettò, a patto che gli elfi insegnassero poi agli umani ad utilizzare la magia. Assieme, umani ed elfi riuscirono a scacciare le forze dei troll e a distruggere buona parte del loro impero, in quelle che sarebbero poi divenute note come Guerre dei Troll. Gli alti elfi, impressionati dalla forza degli umani, mantennero la loro promessa, portando così alla fondazione di Dalaran, e giurando anche che avrebbero risposto all'aiuto dei discendenti di Thoradin qualora l'avessero richiesto.
Dopo Dalaran, diverse altre grandi città vennero fondate nel regno di Arathor, come Kul Tiras, Gilneas, Alterac e Lordaeron, che facevano tutte capo a Strom. I discendenti di Thoradin, invece, lasciarono il continente di Lordaeron e viaggiarono a sud, dove fondarono il regno di Azeroth, con capitale Roccavento. Con Strom ridotta più ad una reliquia che ad una capitale, l'impero di Arathor si sfaldò, lasciando indipendenti sette regni: Lordaeron (da cui prese il nome il continente), Gilneas, Kul Tiras, Alterac, Stromgarde, Dalaran e Roccavento. Nello stesso periodo, gli umani ebbero i primi contatti con i nani.

### L'arrivo degli orchi
I regni rimasero in pace per diversi anni, fino a che l'Arcimago Medivh non aprì il Portale Oscuro nella Palude Nera, consentendo all'Orda degli orchi di invadere Azeroth (evento descritto in Warcraft: Orcs & Humans). Ebbe così inizio la Prima Guerra: nonostante Medivh venne ucciso da Anduin Lothar e Khadgar, il re di Roccavento Llane venne assassinato da Garona la Mezz'Orchessa, portando così alla caduta del regno di Roccavento.
Lothar e Khadgar portarono i sopravvissuti a Lordaeron, dove incontrarono re Terenas Menethil II informandolo della necessità di combattere uniti contro l'Orda. I sei regni di Lordaeron si unirono così formando l'Alleanza, a cui aderirono anche i nani del clan Granmartello e gli elfi di Quel'Thalas, richiamati dal patto fatto a Thoradin, di cui Lothar era l'ultimo discendente. Quando anche l'Orda raggiunse Lordaeron, sotto il comando di Orgrim Martelfato, ebbe inizio la Seconda Guerra. Le forze dell'Alleanza, sebbene quasi pari a quelle dell'Orda, riuscirono dopo un po' a bloccarne l'avanzata e a respingerli a sud, attraverso Khaz Modan (dove trovarono il supporto dei nani di Forgiardente e degli gnomi di Gnomeregan) e poi di nuovo ad Azeroth. Anche se Lothar, comandante delle forze dell'Alleanza, venne ucciso da Martelfato, l'esercito guidato dal suo luogotenente Turalyon riuscì a sconfiggere l'Orda e a ricacciarle dentro al Portale Oscuro, che venne poi distrutto.
L'Orda però aveva causato notevole scompiglio a Lordaeon. Dopo la decisione di non uccidere i prigionieri orchi, ma di rinchiuderli in campi d'internamento, i regni di Gilneas e Stromgarde, guidati da Genn Mantogrigio e Thoras Cacciatroll, si ritirarono dall'Alleanza, così come fecero gli elfi, esauriti sia i loro debiti con i discendenti di Thoradin che i discendenti stessi. Il regno insulare di Kul Tiras, seppur danneggiato molto pesantemente, rimase un fermo sostenitore dell'Alleanza, così come Dalaran, Lordaeron, Forgiardente e Roccavento, ricostruita dopo la guerra.

### La caduta di Lordaeron e la fondazione di Theramore
Dopo un breve periodo di pace, durante gli eventi narrati in Warcraft III: Reign of Chaos la piaga della non morte cominciò a diffondersi per Lordaeron, generata dal negromante Kel'Thuzad e dal suo Culto dei Dannati. Re Terenas incaricò suo figlio, il principe Arthas Menethil, di combattere i non morti e di scoprire il responsabile della piaga. L'ostinata caccia di Arthas condusse il principe stesso a finire nelle mani del Re dei Lich, che lo trasformò in un cavaliere della morte: tornato a Lordaeron, Arthas uccise suo padre, re Anasterian Solealto di Quel'Thalas e Antonidas di Dalaran, devastando tutti e tre i regni. Poi sterminò i paladini della Mano d'Argento, compreso il loro leader Uther, ed evocò il demone Archimonde ad Azeroth, permettendo il ritorno della Legione Infuocata.
Poco prima che i non morti spazzassero via gran parte della razza umana da Lordaeron Jaina Marefiero, su consiglio dello spirito di Medivh portò diversi rifugiati al di là del mare, nelle terre di Kalimdor. Qui gli umani, alleatisi con gli elfi della notte e con la nuova Orda guidata da Thrall, sconfissero le forze della Legione durante la Battaglia del Monte Hyjal. Vinta la guerra, Jaina fondò la città di Theramore nelle Acquemorte, intraprendendo relazioni pacifiche, sebbene tese, con l'Orda. Il padre di Jaina, l'ammiraglio Daelin Marefiero, raggiunta Kalimdor per trovare la figlia, cominciò a dare battaglia agli orchi contro il volere della figlia, usurpandole anche il controllo su Theramore e rischiando di causare un'altra guerra fra i due popoli. Jaina aiutò così l'Orda ad accedere a Theramore, dove l'ammiraglio venne ucciso da Rexxar.

### Re Varian Wrynn e lady Katrana Prestor
Nel frattempo, a Roccavento, la dragonessa Onyxia era riuscita ad infiltrarsi fra le più importanti personalità del regno sotto l'aspetto di lady Katrana Prestor. Influenzati da lei, i nobili di Roccavento rifiutarono di pagare gli Stonemasons, la gilda dei muratori che aveva ricostruito la città, causando una rivolta in cui la regina Tiffin, moglie di re Varian Wrynn, rimase uccisa. Gli Stonemasons vennero esiliati e, furiosi per il trattamento subito, formarono la società criminale nota come Fratellanza di Defias. Con Varian sprofondato nella più tetra depressione per la morte della moglie, Katrana manipolava la politica del regno facilmente, rifiutando le richieste d'aiuto dalle altre regioni come Boscovespro, le Montagne Crestarossa e le Marche Occidentali, dove i Defias avevano cominciato ad effettuare razzie costringendo gli abitanti ad organizzarsi da soli, formando una milizia.
Grazie alla presenza di suo figlio Anduin, Varian cominciò a risollevarsi dalla depressione, occupandosi sempre di più delle faccende del regno, con gran fastidio di Katrana. Ella fece così rapire Varian dai Defias durante un viaggio verso Theramore, e operò un incantesimo che lo divise in due persone distinte, una gentile e manipolabile che avrebbe dovuto far ritorno a Roccavento, e l'altra battagliera e portata alla leadership che avrebbe dovuto essere uccisa. Il piano però saltò, e il secondo Varian sopravvisse, fece ritorno a Roccavento dove si riunì col suo doppione e portò allo smascheramento e alla successiva morte di Onyxia.

### Eventi successivi
Dopo il ritorno di Varian non si sono verificati eventi che hanno influito direttamente sulla razza umana. Molti umani hanno preso parte alle missioni nelle Terre Esterne contro Illidan e la Legione, e un numero ancora maggiore ha partecipato alla guerra a Nordania contro Malygos prima e il Re dei Lich poi: un numero considerevole di umani è morto durante la battaglia del Cancello dell'Ira, a causa della Piaga dei Reietti rilasciata dal Gran Speziale Putress. A differenza di altri popoli quali i nani o gli elfi della notte, gli umani non sono stati colpiti in maniera troppo pesante dal Cataclisma, sebbene Roccavento e le Marche Occidentali siano state gravemente danneggiate dagli tsunami; al porto di Roccavento, in particolare, si sono verificate molte vittime. In compenso gli umani hanno subito molto durante l'escalation dei conflitti fra Orda e Alleanza seguenti il Cataclisma: la popolazione umana nella Selva Pinargento e nelle Alture di Colletorto è stata completamente estirpata dai Reietti, che hanno poi inglobato i caduti nelle loro file. Il regno di Gilneas (che comprende anche popolazione worgen) ha dovuto essere evacuato in seguito all'attacco delle forze dell'Orda, mentre altri conflitti sono esplosi nelle Savane, nella Palude del Dolore e nelle Terre Devastate. Inoltre la Crociata d'Argento, aiutata dagli alleati del Circolo Cenariano, riprese il compito di epurare ciò che rimaneva del Flagello nelle Terre Infette guidato dal Culto dei Dannati. Tuttavia, con le manipoliazione del Martello del Crepuscolo e le mire di conquista del nuovo capoguerra Garrosh Malogrido, l'Alleanza riprese guerra contro l'Orda, continuando a darsi battaglia anche nel nuovo continente di Pandaria dove, dopo aver fermato Lei Shen, il Re del Tuono, riuscì a deporre anche Garrosh, ormai visto come un pericolo anche dagli altri leader dell'Orda, e, almeno per il momento, la guerra tra Alleanza e Orda si concluse.

## Descrizione
Come nella maggioranza delle ambientazioni, gli umani di Warcraft non sono dissimili dagli umani reali, l'homo sapiens sapiens. La pelle può variare da molto pallida a marrone scuro, i capelli possono essere castani, biondi, neri e rossi, con diverse tonalità e che ingrigiscono col passare degli anni. Sono più muscolosi degli alti elfi, ma più magri e slanciati dei nani.
Di tutte le razze di Azeroth, gli umani sono una di quelle con il ciclo vitale più breve: un umano è considerato vecchio attorno ai 55 anni e la maggioranza non supera i 70, anche se vi sono casi di umani che hanno toccato i 110 anni di vita.

## Società e cultura
Gli umani tendono ad essere una razza ambiziosa, profondamente legata alla propria patria e spesso arrogante o vanagloriosa. Negli umani si sono osservati tanto la smodata sete di potere quando la nobiltà e l'altruismo, portando alla nascita di alcuni fra i più grandi eroi e i più grandi nemici della storia di Azeroth.
Gli umani non sono legati alla natura come i tauren o gli elfi della notte, e il loro rapporto con la terra non va al dil là della coltivazione di una fattoria; un'eccezione a questo si trova fra gli abitanti di Gilneas, che hanno una lunga tradizione simile a quella druidica. A causa del loro breve ciclo di vita, gli umani cercano di compiere quante più imprese possibili, cosa che ha portato alla nascita di regni, associazioni e organizzazioni più di qualsiasi altra razza, lavorando perché le generazioni successive siano al sicuro e abbiano di che vivere.
La maggioranza degli umani è fedele all'Alleanza, che fu creata proprio da essi, e la quasi totalità di questi prova odio, rabbia o disprezzo verso le razze dell'Orda. Tuttavia molti umani fanno anche parte di organizzazioni neutrali come la Crociata d'Argento, e dialogano con esse senza problemi. La quasi totalità degli umani segue la fede della Luce Sacra, e buona parte degli ordini di fedeli della Luce sono stati fondati da umani. Ci sono umani che fanno parte di altri culti, come quelli del Martello del Crepuscolo o del Culto dei Dannati.
Fra le più importanti personalità umane si ricordano:
- Magna Aegwynn, penultima Guardiana di Tirisfal
- Sir Anduin Lothar, comandante delle forze dell'Alleanza durante la Seconda Guerra
- Anduin Wrynn, principe erede al trono di Roccavento
- Antonidas, arcimago e capo di Dalaran durante la Seconda e la Terza Guerra
- Alonsus Faol, arcivescovo a capo della Chiesa della Luce, fondatore dell'Ordine della Contea del Nord e della Mano d'Argento
- Arthas Menethil, principe di Lordaeron e in seguito Re dei Lich
- Bolvar Domadraghi, reggente del regno di Roccavento ed attuale Re dei Lich
- Grand'Ammiraglio Daelin Marefiero, capo della nazione di Kul Tiras durante la Seconda Guerra
- Danath Cacciatroll, membro della spedizione dell'Alleanza nelle Terre Esterne ed attuale capo della Rocca dell'Onore
- Alto Signore Darion Mograine, paladino e poi cavaliere della morte, capo del Cavalieri della Spada d'Ebano
- Gran Maresciallo Othmar Garithos, capo dell'ultima resistenza umana di Lordaeron
- Genn Mantogrigio, re del regno di Gilneas, poi divenuto worgen
- Lady Jaina Marefiero, governante della città di Theramore e più potente incantatrice umana in vita
- Kel'Thuzad, arcimago e poi lich al servizio del Re dei Lich
- Khadgar, arcimago del Forte di Guardiafatua e co-leader di Shattrath
- Magna Medivh, ultimo Guardiano di Tirisfal che portò l'Orda ad Azeroth e profeta.
- Rhonin, attuale capo del Kirin Tor di Dalaran.
- Terenas Menethil II, fondatore e capo dell'Alleanza durante la Seconda Guerra e ultimo re di Lordaeron
- Tirion Fordring, paladino della Mano d'Argento e attuale capo della Crociata Argentea
- Turalyon, luogotenente di Lothar e suo successore
- Uther l'Araldo della Luce, capo dei paladini della Mano d'Argento
- Varian Wrynn, re di Roccavento e attuale capo dell'Alleanza